# Estament de Pròcers
Estament de Pròcers va ser el nom de la cambra alta espanyola entre 1834 i 1836.
L'Estatut Reial de 1834 preveia l'existència de dos estaments o cambres en l'assemblea legislativa: l'estamento de próceres i l'estamento de procuradores del reino, cambres alta i baixa que en altres constitucions espanyoles del segle xix van rebre els nom de Senat i Congrés; amb això es pretenia conformar un sistema segons el model del parlamentarisme anglès, en el qual correspondria a l'Estamento de Próceres una funció similar a la Cambra dels Lords en el Regne Unit.
Els membres de l'Estamento de Próceres n'eren ben per dret propi o per nomenament regi d'entre la noblesa, l'alt clergat, l'alta administració i els majors contribuents del Regne.
El president i el vicepresident de l'Estamento de Próceres eren nomenats pel Rei per a cada període de sessions. Durant els dos anys de vigència de l'Estatut Real la presidència va ser exercida successivament per les persones següents:
- El general Francisco Javier Castaños, duc de Bailén. Va renunciar abans de finalitzar el primer període de sessions (1834-1835).
- Pedro Agustín Girón, marquès de las Amarillas, qui va substituir l'anterior pel que restava del primer període de sessions.
- Pedro González Vallejo, bisbe dimisionario de Mallorca, per al període 1835-1836 i el de març a maig de 1836.

Inicialment l'Estament de Próceres es va reunir, de forma provisional, en el Casón del Buen Retiro, i en 1835 va traslladar les seves sessions a l'avui palau del Senat (antic Col·legi de l'Encarnació de religiosos agustins calçats o Col·legi de Doña María de Aragón, a l'actual plaça de la Marina Espanyola), que havia estat el lloc de reunió de les Corts unicambrals en 1814 i entre 1820 i 1823 (durant el Trienni Liberal).
L'Estatut Reial va ser suspès després del Motí de la Granja de 1836, arran del qual es va restablir la vigència de la Constitució espanyola de 1812, que establia unes Corts monocamerals. Amb l'entrada en vigor de la Constitució espanyola de 1837 es va tornar a Espanya a la legislatura bicameral, sistema que ha perdurat fins a l'actualitat, tot i que interromput entre 1931 i 1977 perquè durant la II República i la Dictadura de Francisco Franco les Corts espanyoles van estar formades per una única cambra.
El Senat, àdhuc sense haver desaparegut legalment va deixar de funcionar també durant els períodes 1873-1876 i 1923-1931, en els quals la Constitució política de la monarquia espanyola va estar suspesa arran de la proclamació de la I República i de la Dictadura de Primo de Rivera, respectivament.
La Llei per a la Reforma Política de 1977 va reintroduir el sistema bicameral, que ha conservat la vigente Constitució espanyola de 1978.